# Língua zarfática
O zarfático (צרפתית, transl.tzarfatit), judeu-francês ou laaz ocidental é uma língua da família indo-europeia, especificamente uma língua d'oïl, tendo sido adotada por judeus, particularmente no norte da França e e em cidades da Alemanha como Mainz, Frankfurt am Main e Aachen durante a Idade Média, escrita por meio de caracteres hebraicos.

## Etimologia
O nome da língua vem do hebraico Tzarfat (צרפת), nome originalmente atribuído à cidade de Sarepta, mas posteriormente, provavelmente com origem nesta cidade, usado para se falar da França.

## História
O zarfático começa a aparecer escrito no século XI, em marginálias da Torá e do Talmude compostas pelos rabinos Rashi, a quem se atribui a criação de um alfabeto hebraico uncial, e Moses ha-Darshan. A língua se secularizaria a ponto de, em meados do século XIII, ela sair da esfera exegética e começar a figurar, por exemplo, na poesia, na medicina, no comércio e na astronomia.
Com o édito de expulsão emitido em 1306 por Filipe, o Belo, as comunidades judaicas se espalham por Savoia, Delfinado, Espanha e Itália, o que, ao lado de outras grandes ondas migratórias não muito posteriores, rapidamente causaria a extinção da língua até o fim do século XIV.

## Características
Diferentemente de outras línguas judaicas, o zarfático se caracterizou por representar as vogais não por meio da mater lectionis, mas adaptando os niqqudim do hebraico tiberiano para representar o extenso inventório vocálico do francês medieval.
A maior parte dos pesquisadores concorda que o judeu-francês não se diferenciava muito do francês além do sistema de escrita distinto, da tradição literária separada e dos empréstimos para elementos próprios da cultura e religião judaicas. Nos textos de Rashi, contabilizam-se 3500 palavras comuns às línguas d'oïl ou mesmo ao champenois, em oposição a 1700 termos hebraicos. Deve ser considerado, no entanto, que se trata de texto exegético, visto que se compreende que o zarfático não dispunha de muitos empréstimos em comparação com outras línguas judaicas medievais.